# Сигов, Ивглаф Иванович
Сигов Ивглаф Иванович (21 апреля 1925, Невель — 2010, Санкт-Петербург) — советский и российский экономист, доктор экономических наук, профессор.

## Биография
Родился 21 апреля 1925 года в городе Невеле Калининской области.
В 1945 году окончил Ленинградское артиллерийское училище. Участник Великой Отечественной войны. В 1945—1956 гг. обучался на курсах подготовки и переподготовки политсостава Прибалтийского военного округа. В 1946 году вступил в КПСС. В 1946—1954 гг. находился на политработе в частях Военно-Воздушных Сил.
В 1952 году окончил факультет политэкономии Высшего военно-педагогического института, а в 1956 — аспирантуру Ленинградского финансово-экономического института.
С 1956 года работал в Ленинградском институте точной механики и оптики. Прошёл путь от ассистента до профессора, заведующего кафедрой политэкономии (1962—1969 гг.). В 1962—1963 гг. — Декан общеобразовательного факультета. В 1967—1969 являлся секретарём парткома. Кроме того, был лектором Октябрьского районного Комитета КПСС, в 1965 году был избран депутатом Октябрьского районного Совета.
В 1969—1978 гг. — Ректор Ленинградского инженерно-экономического института имени П. Тольятти.
В 1979—1989 гг. — Директор Института социально-экономических проблем АН СССР.
С 1989 года — Главный научный сотрудник ИРЭ РАН.

## Научная работа
Автор более 400 научных работ по экономике.

## Основные работы
- Разделение труда в сельском хозяйстве при переходе к коммунизму. — М.: Экономиздат, 1963.
- Основы экономики и управления производством / под ред. И. И. Сигова, монография, 1972. — 448 с.
- Обобществление производства и развитие системы управления экономикой/ И. И. Сигов, 1977. — 216 с.
- Региональная экономика (понятийный аппарат) / И. И. Сигов; Под ред. Литовки О. П.; Рос. акад. наук. Отделение обществ. наук. Сев.-Зап. секция содействия развитию экон. науки. Ин-т проблем регион. экономики. — 2-е изд., доп. и перераб. — СПб.: Сев.-Зап. секция содействия развитию экон. науки., 2002. — 200 с.

## Мнения
Коллеги по Институту социально-экономических проблем АН СССР отмечали специфический характер работы И. И. Сигова на посту директора:
Ивглаф Иванович Сигов был сторонником первого типа социального устройства, сторонником жёсткой дисциплины, беспрекословного подчинения. На этой почве у него стали возникать конфликты с теми, кто был против хорового пения и маршировки строем. Он представлял тоже характерный для советского времени стиль поведения администратора, который не терпит никаких возражений, и при малейшем несогласии с ним старается от несогласных людей, в лучшем случае, избавиться, а в худшем — наказать и избавиться. Он был сторонником жёстких мер и поэтому, придя в институт, заблаговременно начал выстраивать вертикаль директорской власти. Однако делал это довольно аккуратно, хотя и целеустремленно.
Вот приходит к нему В. А. Ядов, он возглавлял тогда социологический отдел ИСЭП АН СССР, и говорит: «Мне нужно уехать в Москву в ЦК КПСС обсуждать проект Всесоюзного института общественного мнения». Сигов отвечает: «Я вас не отпущу» — «Почему?» — «А потому что вы здесь нужны» — «Но это же приглашает ЦК КПСС» — «Нет, вы всё равно никуда не поедете»… Его главная цель была в этом случае вывести Ядова из себя. И Ядов не выдержал таких прямых беспардонных отношений и сказал: «Ну, я тогда ухожу». Сигов ответил: «Пишите заявление и уходи́те». Так Ядов оказался в Институте истории естествознания и техники АН СССР (Ленинградское отделение).Б. М. Фирсов.
Весной 1975 года в Ленинграде на базе ряда академических подразделений был создан Институт социально-экономических проблем (ИСЭП) АН СССР и все ленинградские сотрудники Института социологии были переведены туда. При всей видимой целесообразности такого политико-науковедческого решения московских и ленинградских властей оно было и концептуально, и организационно неудачным. После относительного недолгого периода, когда ИСЭПом руководил профессор Гелий Николаевич Черкасов, экономист и специалист в области социологии труда, институт возглавил политэкономист профессор Ивглаф Иванович Сигов. Он был партийным функционером и фактически не понимал ни назначения, ни логики академической науки, не задумывался о том, что успехи в деятельности института могли быть лишь следствием высокой квалификации и самостоятельности его сотрудников.Б. З. Докторов
Выпускник ИНЖЭКОНа А. Б. Чубайс в 1989 г. баллотировался на должность директора Института социально-экономических проблем АН СССР; выборы проиграл доктору экономических наук профессору Когуту Анатолию Емельяновичу. Чубайс известен своими крайне негативными суждениями о преподавателях, у которых учился в ИНЖЭКОНе, в том числе о И. И. Сигове — активном противнике либеральных «западных ценностей»:
Питерские официальные учёные были бесконечно слабы в научном отношении. Вот такой Сигов Ивглаф Иванович. Вам известна эта фамилия? Наверняка нет. Он был ректором моего родного Инженерно-экономического института, а потом много лет директором ИСЭПа этого самого. Там все фигуры такие были — партийные товарищи, с весьма отдалённым отношением к науке. В лучшем случае — хорошие хозяйственники, а в худшем — плохие хозяйственники. Поэтому нам просто некому было противостоять.

## Награды
- Заслуженный деятель науки и техники РСФСР,
- Орден Трудового Красного знамени,
- Орден Отечественной войны II степени,
- Орден Красной Звезды (1944),
- Медаль «За боевые заслуги» (1954),
- Медаль «За победу над Германией в Великой Отечественной войне 1941—1945 гг.» (1945)[10].

## Семья
Сын — Сигов Виктор Ивглафович (1951—2021) — советский и российский ученый-экономист, доктор социологических наук, профессор.
Внучка — Сигова Мария Викторовна — ректор Международного банковского института, доктор экономических наук, профессор.